# Milan Škriniar
Milan Škriniar (n. 11 februarie 1995, Žiar nad Hronom, Banskobystrický kraj, Slovacia) este un fotbalist slovac, care joacă pe post de fundaș central la Fenerbahçe în Süper Lig, împrumutat de la Paris Saint-Germain FC. Pe plan internațional, are prezențe la națională pentru Slovacia U17⁠(d), Slovacia U18⁠(d), Slovacia U19⁠(d), Slovacia U21⁠(d) și Slovacia.

## Carieră

### MŠK Žilina

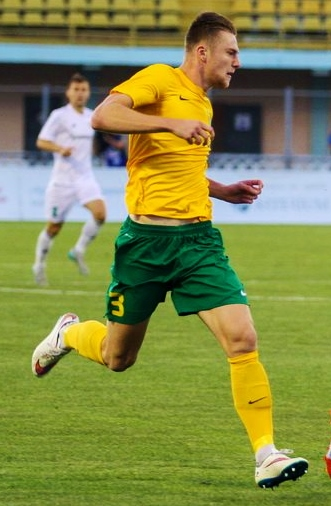
Škriniar a jucat pentru Žilina în 2015

Škriniar și-a început cariera în categoriile de tineret ale lui FK Žiar nad Hronom înainte de a se alătura formației de tineret a lui MŠK Žilina la vârsta de 12 ani. Și-a făcut debutul oficial în Superliga Slovaciei pentru prima echipă pe 27 martie 2012, la vârsta de 17 ani și 49 de zile, într-un meci împotriva lui ViOn Zlaté Moravce. Pe 23 noiembrie 2012, a marcat primul său gol în Superliga Slovaciei împotriva lui ViOn în timpul unei victorii cu 4-1.
Škriniar a fost trimis împrumutat pentru o jumătate de sezon la ViOn Zlaté Moravce în februarie 2013, pentru a câștiga mai multă experiență la prima echipă. 

### Sampdoria
Pe 29 ianuarie 2016, Sampdoria a anunțat semnarea lui Milan Škriniar pe un contract de patru ani și jumătate. Și-a făcut debutul într-o victorie cu 2-1 pe teren propriu împotriva lui Lazio la sfârșitul lunii aprilie. În sezonul următor, Škriniar a jucat un rol cheie pentru Blucerchiati lui Marco Giampaolo, terminând sezonul ca cel mai tânăr fundaș care a avut cel puțin 35 de apariții în Serie A. 

### Inter Milano
La 7 iulie 2017, Škriniar a finalizat un transfer către echipa din Serie A , Inter Milano, semnând un contract pe cinci ani. Clubul a plătit o sumă raportată în jur de 20 de milioane de euro și l-a inclus și pe atacantul Gianluca Caprari. Transferul l-a făcut pe Škriniar cel mai scump jucător slovac din toate timpurile. A fost prezentat patru zile mai târziu și a primit tricoul cu numărul 37, declarând: „Este uimitor să mă gândesc că în 18 luni am trecut de la liga slovacă la un club precum Inter”.
Škriniar și-a făcut debutul pentru Nerazzurri  pe 20 august, în prima etapă a Seriei A 2017-2018 împotriva Fiorentinei, unde Inter a câștigat cu 3-0 pe San Siro . A marcat primul său gol în Serie A mai târziu, pe 16 septembrie, împotriva lui Crotone, deschiderea în minutul 82 cu un șut cu piciorul drept într-o eventuală victorie cu 2-0 în deplasare, pentru a menține seria de victorii a lui Inter. Al doilea său din campanie a venit în etapa a 10-a împotriva fostei sale echipe Sampdoria pe 24 octombrie, remarcând din nou primul gol, Inter a câștigat cu 3–2.
Škriniar s-a remarcat pentru performanțele sale din prima parte a sezonului, fiind unul dintre cei mai buni jucători ai echipei. A continuat cu marile sale performanțe chiar și în a doua parte a sezonului, care s-a dovedit clinic pentru echipa, care a revenit în UEFA Champions League după șase ani. A încheiat sezonul jucând în toate cele 38 de meciuri din campionat, primind doar două cartonașe galbene. 
În sezonul 2018-2019, Škriniar și-a făcut debutul în UEFA Champions League pe 18 septembrie în faza grupelor împotriva lui Tottenham Hotspur, jucând toate cele 90 de minute într-o victorie cu 2-1 pe San Siro. Pe 2 noiembrie 2019, într-un meci din Serie A împotriva Bologna care s-a încheiat cu o victorie cu 2-1 în deplasare, Škriniar a făcut a 100-a apariție în toate competițiile pentru Inter, toate fiind titular.
Pe 3 noiembrie 2021, Škriniar a marcat primul său gol în UEFA Champions League într-o victorie cu 3-1 în deplasare împotriva lui Sheriff Tiraspol .
La 29 ianuarie 2023, Škriniar a confirmat că a semnat un contract cu gruparea din Ligue 1, Paris Saint-Germain, pentru a se alătura clubului prin transfer gratuit în vară.

## Cariera internațională
Škriniar a reprezentat diverse echipe de tineret a Slovaciei până când și-a făcut debutul pentru echipa de seniori a Slovaciei într-o victorie amicală cu 3-1 împotriva Georgiei pe 27 mai 2016. Până la sfârșitul anului, a făcut parte dintr-o serie de jocuri diferite și a devenit o parte notabilă a echipei în calificarea la Cupa Mondială 2018, jucând de obicei ca mijlocaș defensiv. 
După retragerea internațională a lui Ján Ďurica în noiembrie 2017, Škriniar i-a luat locul facând pereche în apărare cu Martin Škrtel în echipa națională, dirijând chiar apărarea slovacă în absențele lui Škrtel (de exemplu, într-un meci dublu împotriva Olandei și Marocului, în ciuda vârstei sale fragede, în comparație cu fundașii laterali experimentați Peter Pekarík și Tomáš Hubočan).
În urma retragerii internaționale a căpitanului naționalei Marek Hamšík, Škriniar a fost numit căpitanul echipei în iunie 2022. Antrenorul naționalei Štefan Tarkovič a evidențiat calitățile de conducere ale lui Škriniar în timpul anunțului.

## Palmares
MŠK Žilina
- Superliga Slovacă : 2011–12
- Cupa Slovaciei : 2011–12

Inter Milano
- Seria A : 2020–21 [24]
- Cupa Italiei : 2021–22
- Supercoppa Italiana : 2021, 2022 [25]
- Vicecampion UEFA Europa League : 2019–20 [26]

Slovacia
- King's Cup⁠(d) : 2018 [27][28]